# Bos taurus
Bos taurus (лат.) — вид полорогих парнокопытных жвачных животных рода настоящих быков. К виду относится домашний крупный рогатый скот, который произошёл от дикого быка тура (Bos primigenius), за несколько тысячелетий до н. э. распространённого на большей части Евразии и в Северной Африке. Последний представитель тура истреблён в 1627 году.
Большинство пород длиннорогого европейского скота степных и равнинных зон подвида Bos taurus primigenius происходит от евразийского тура (Bos primigenius primigenius). Бурятский, алтайский, киргизский, якутский, сибирский, сойотский, монгольский и маньчжурский крупный рогатый скот имеет восточноазиатское происхождение и по краниологическим данным и строению рогов относится к подвиду Bos taurus turanomongolicus. Предком зебу считается азиатский подвид тура Bos primigenius namadicus.

## Подвиды
Cуществует несколько десятков вариантов классификаций вида Bos taurus. По краниологическим признакам и строению рогов делится на 4 основных подвида:
| Изображение                             | Научное название                           | Распространение                 |
| --------------------------------------- | ------------------------------------------ | ------------------------------- |
|                                         | Bos taurus primigenius Rütimeyer 1867      | степные и равнинные зоны Европы |
|                                         | Bos taurus brachyceros Gray, 1837          | горные и лесные зоны Европы     |
| Телёнок вида bos taurus turamongolensis | Bos taurus turanomongolicus Kolesnik, 1936 | Центральная Азия                |
|                                         | Зебу (Bos taurus indicus Linnaeus, 1758)   | Южная Азия и Северная Африка    |